# Holzape

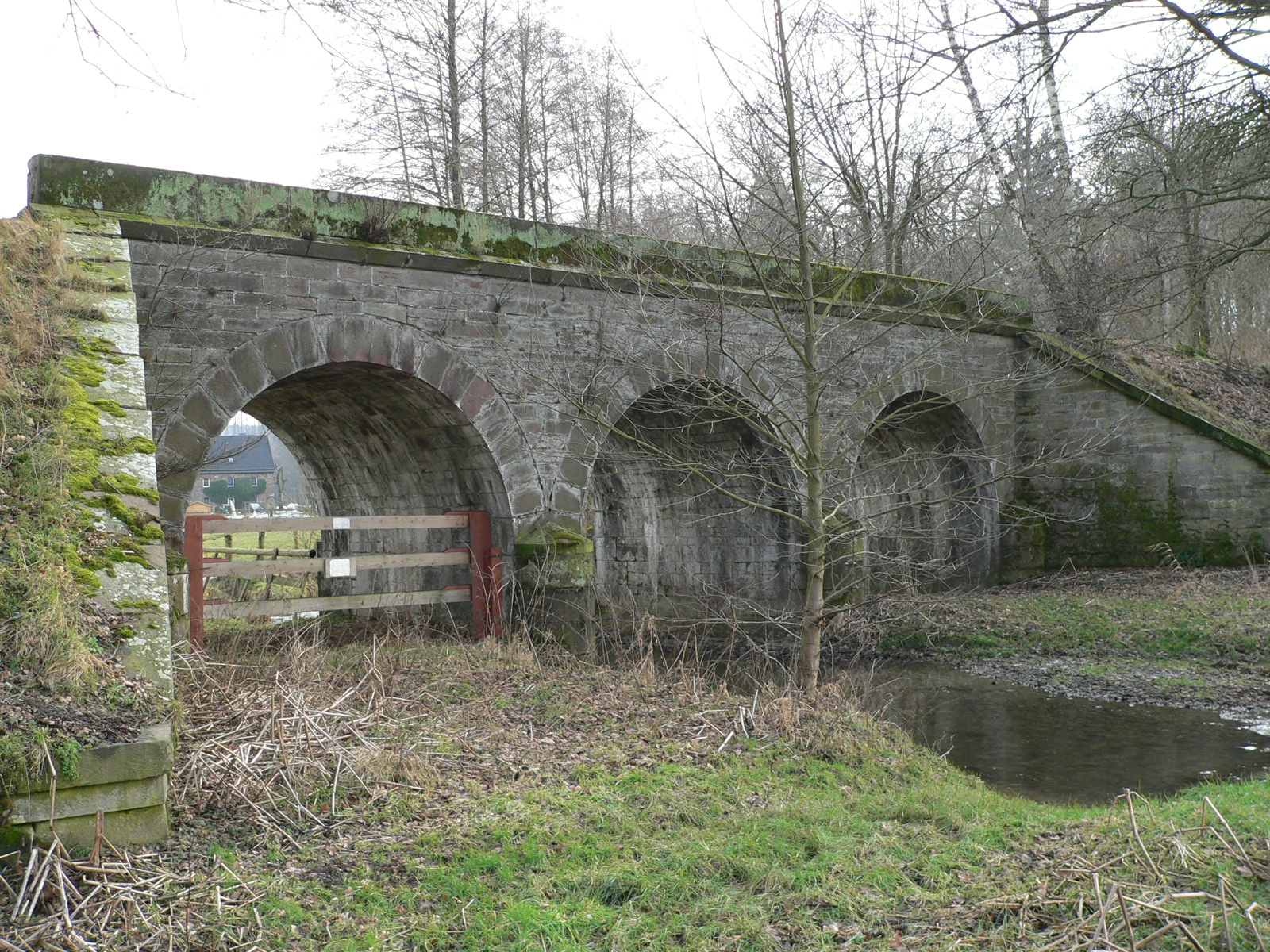
Viadukt der einstigen Carlsbahn über die Holzape in Wülmersen

Die Holzape (nicht zu Verwechseln mit der kürzeren Holzkape) ist als längstes Fließgewässer im Reinhardswald ein 22,8 km langer, südöstlicher und orographisch rechter Zufluss der Diemel im nordhessischen Landkreis Kassel (Deutschland).

## Verlauf
Die Holzape entspringt und verläuft im Reinhardswald. Ihre Quelle befindet sich am Westhang des Staufenbergs (472,2 m ü. NHN), rund 420 m südwestlich von dessen höchster Stelle. Sie liegt auf etwa 410 m Höhe.
Die Holzape schlängelt sich durch ein idyllisches, naturbelassenes, nahezu unbesiedeltes und zumeist von Wald gesäumtes Tal, wobei sie unkanalisiert in überwiegend nordwestlicher Richtung fließt. Wenige Hundert Meter nach seiner Quelle unterquert der Bach die Kreisstraße 55, wonach er durch das Naturschutzgebiet Oberes Holzapetal verläuft.
Danach passiert die Holzape den auf weitläufiger Freifläche gelegenen Weiler Beberbeck (Stadtteil von Hofgeismar) nordöstlich und nimmt zwischen dem Forsthaus Ziegelhütte und dem Gebäude der Revierförsterei Beberbeck, die östlich der „Schnitterkaserne“ stehen, den aus Richtung Süden bzw. Beberbeck kommendem Bach Nieme (linksseitig) auf.
Anschließend fließt die Holzape durch einen engen, wieder von Wald gesäumten Talabschnitt, nach dem etwas weiter nördlich der von Südosten bzw. aus Richtung Sababurg kommende Donnebach (rechtsseitig) einmündet. Dann verläuft sie an den „Keßpfuhl“-Teichen vorbei, an denen im Jahr 2003 eine Wasseraufbereitungsanlage zur Trinkwasserversorgung eingeweiht wurde. Kurz darauf passiert der Bach etwa 1 km westlich das in landwirtschaftlich genutztem Bereich gelegene Gottsbüren (Stadtteil von Trendelburg), wobei er das Wasser des durch dieses Dorf fließenden Fuldebachs (rechtsseitig) aufnimmt. 
Unterhalb von Gottsbüren durchfließt die Holzape rund 1,7 km nördlich von Friedrichsfeld, einem oberhalb des Fließgewässers auf einer Hochfläche mit Äckern und Wiesen gelegenen Stadtteil von Trendelburg, südlich des Steinkopfs (271,1 m) erneut einen engen, von Wald gesäumten Talabschnitt; dort sollte einstmals das Hochwasserrückhaltebecken Friedrichsfeld (siehe Abschnitt Hochwasserschutz) errichtet werden. Hier verläuft sie durch das Naturschutzgebiet Holzapetal und zwängt sich zwischen dem Moosberg (185 m) im Nordosten und dem Brautstein (209,4 m) im Südwesten hindurch.
Nach Durchfließen dieses Talabschnitts bzw. des Reinhardswalds und Passieren der Gutsmühle Wülmersen, zu deren Betrieb (Einstellung 1904) der von der Holzape abzweigende Mühlbach angelegt wurde, ist das Fließgewässer vom Holzapeviadukt der einstigen Carlsbahn überbrückt.
Danach fließt die Holzape direkt westlich an Wülmersen (kleiner Stadtteil von Trendelburg) bzw. am „Wasserschloss Wülmersen“ vorbei, um schließlich etwas unterhalb davon auf etwa 100 m Höhe in den von Süden kommenden Weser-Nebenfluss Diemel zu münden.

## Einzugsgebiet und Zuflüsse
Zu den Zuflüssen der Holzape, deren Einzugsgebiet 59,123 km² umfasst, gehören mit jeweiliger orographischer Zuordnung (l = linksseitig; r = rechtsseitig), Angabe der Länge in Kilometern (km), und Mündungsgebiet mit Holzapebachkilometer flussabwärts betrachtet:
- Nieme (l; 4,75 km; zwischen „Forsthaus Ziegelhütte“, „Revierförsterei Beberbeck“ und „Schnitterkaserne“; km 14,75)
- Donnebach (r; 7,55 km; unterhalb „Revierförsterrei Beberbeck“ bzw. südwestlich von Gottsbüren; km 10,45)
- Fuldebach (r; 6,65 km; unterhalb der „Keßpfuhl“-Teiche bzw. westlich von Gottsbüren; km 8,6)

## Wasserscheide
Das Quellgebiet der Holzape liegt an der Wasserscheide von Diemel und Weser, einem Teil der Diemel-Eder/Fulda/Weser-Wasserscheide: Während die Holzape nach Nordwesten über die Diemel in die Weser entwässert, fließen die kurzen Bäche, die nörd-, öst- oder südlich des Staufenbergs entspringen, nach Osten direkt in die Weser.

## Hochwasserschutz
Für den Hochwasserschutz gab es im Zeitraum Ende der 1960er- bzw. Anfang der 1970er-Jahre Planungen, im Bereich des Unterlaufs der meist wasserreichen Holzape unterhalb von Friedrichsfeld bzw. oberhalb von Wülmersen das rund 54 ha große Hochwasserrückhaltebecken Friedrichsfeld zu errichten. Der Gesamt-Stauraum des Beckens, das normal mit 3,9 Mio. m³ Wasser angestaut worden wäre, wurde auf 5,8 Mio. m³ berechnet, woraus 1,9 Mio. m³ Hochwasserrückhalteraum für ein Niederschlaggebiet von 57,8 km² Größe resultieren. Das Becken, für das ein Erd- und Steinschüttdamm geplant war, wurde jedoch nie ausgeführt, so dass sich in dem engen Tal oberhalb der Gutsmühle Wülmersen nach wie vor ein Natur- und Wasserschutzgebiet befindet.

## Schutzgebiete
Etwas unterhalb der Holzapequelle liegt das Naturschutzgebiet (NSG) Oberes Holzapetal (CDDA-Nr. 164878; 1993 ausgewiesen; 1,34 km² groß). Weiter abwärts ist ein Talbereich zwischen Gottsbüren und Wülmersen Teil des NSG „Holzapetal“ (CDDA-Nr. 81924; 1980; 89 ha). Beide NSGs sind Teile des Fauna-Flora-Habitat-Gebiets Holzapetal (FFH-Nr. 4422-350; 2,54 km²). Großteile des Bachtals gehören zum Landschaftsschutzgebiet (LSG) Landschaftsbestandteile und Landschaftsteile im Kreis Hofgeismar (CDDA-Nr. 378519; 1938; 28,42 km²), südwestlich vom Oberlaufbereich des Bachs liegt das LSG Oberes Holzapetal (CDDA-Nr. 378650; 1993; 33 ha), und mündungsnahe Bereiche gehören zum LSG Auenverbund Diemel (CDDA-Nr. 378399; 1994; 13,29 km²).

## Sehenswürdigkeiten / Aktivitäten
Zu den Sehenswürdigkeiten unweit oder unmittelbar an der Holzape gehören neben dem Reinhardswald die Sababurg mit dem Tierpark Sababurg und dem nahen Urwald Sababurg, die Wolkenbrüche bei Trendelburg und das „Wasserschloss Wülmersen“. Außerdem kann man auf einigen Waldwegen, die etwa parallel zur Holzape verlaufen, wandern oder eine Radtour machen.